# Louis Leprince-Ringuet

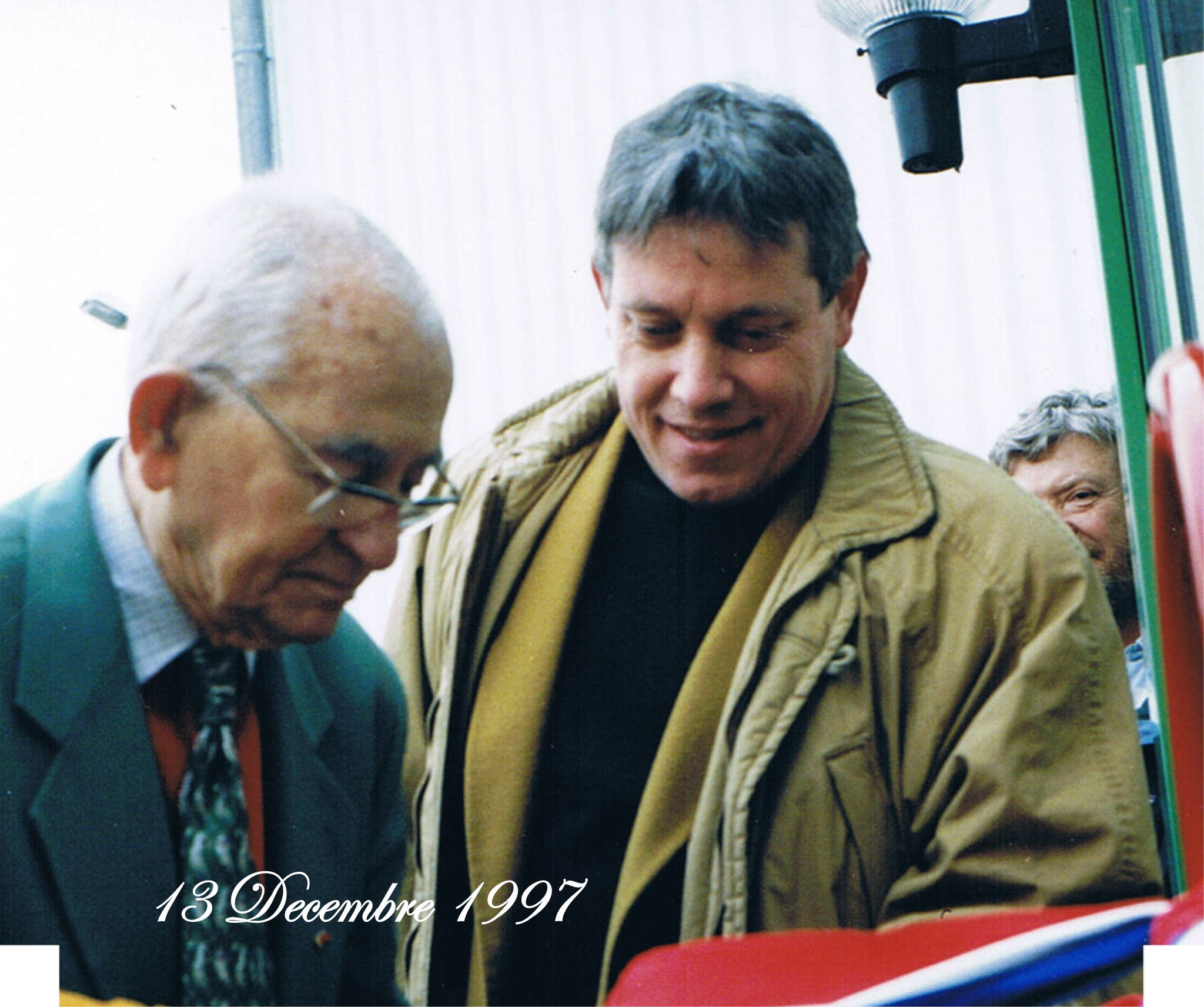
Louis Leprince-Ringuet

Louis Leprince-Ringuet (* 27. März 1901 in Alès; † 23. Dezember 2000 in Paris) war ein französischer Experimentalphysiker (Kernphysik, Elementarteilchenphysik), Telekommunikations-Ingenieur und populärwissenschaftlicher Sachbuchautor.

## Laufbahn
Leprince-Ringuet war der Sohn von Félix Leprince-Ringuet, dem Direktor der École nationale supérieure des mines de Nancy. Er studierte ab 1920 an der École polytechnique und danach an der École supérieure d’électricité (Supélec) sowie an der École nationale supérieure des télécommunications (heute Télécom ParisTech) mit dem Abschluss 1925. Danach arbeitete er als Telekommunikations-Ingenieur auf dem Gebiet Seekabel. 1929 arbeitete er im Labor von Maurice de Broglie, wo sein Interesse an Kernphysik entstand. 1933 wurde er promoviert. Von 1936 bis 1969 war er Professor für Physik an der École polytechnique, an der er 1936 das Laboratoire de physique nucléaire et des hautes énergies (Labor für Kernenergie und Hochenergiephysik) gründete (ab 2002 nach ihm Laboratoire Leprince-Ringuet genannt) und von 1959 bis 1972 als Professor für Kernphysik am Collège de France.
Als Physiker untersuchte er unter anderem in den 1930er Jahren die kosmische Strahlung (teilweise mit Pierre Auger) unter anderem mit einer Nebelkammer, die er später auch in den 1950er Jahren in den Alpen installierte (Labor am Aiguille du Midi) und in den Pyrenäen. Danach wandte sich seine Gruppe direkten Teilchenbeschleunigerexperimenten zu in Saclay und am CERN. Sein Labor an der École polytechnique, das zeitweise über 200 Wissenschaftler beschäftigte, wurde 1971 von Bernard Gregory übernommen und das am Collège de France 1972 von Marcel Froissart.
Er verfasste zahlreiche populärwissenschaftliche Bücher und erhielt auch einen Literaturpreis (Prix Ève Delacroix 1958). Dabei befasste er sich auch mit dem Verhältnis zwischen Religion und Naturwissenschaft. 1949 war er Präsident der Union catholique des scientifiques français und seit 1961 Mitglied der Päpstlichen Akademie der Wissenschaften.
Er war Mitglied der Académie des Sciences (1949) und der Académie française (1966). 1967 wurde er in die American Philosophical Society aufgenommen. Er erhielt mehrere Preise der Académie des Sciences und der französischen physikalischen Gesellschaft, so 1942 den Prix Félix Robin. 1957 war er Präsident der französischen physikalischen Gesellschaft. Er war Großoffizier der Ehrenlegion, Kommandeur der Palmes académiques und erhielt das Großkreuz des Ordre national du Mérite.
1951 bis 1971 war er Kommissar des Commissariat à l’énergie atomique  (CEA).

## Ehrenämter und Leidenschaften
Als engagierter Europäer war er 1974 bis 1990 Präsident der Organisation des französischen Mouvement européen (Europäische Bewegung International). 1970 bis 1983 war er Präsident der Jeunesses musicales de France (musikalische Jugend Frankreichs). Weitere Interessen von Leprince-Ringuet waren die Malerei und der Tennissport.

## Schriften
- Les Transmutations artificielles, Hermann 1933
- Les Rayons cosmiques, les Mésons, Albin Michel 1949
- mit Félix Leprince-Ringuet Les Inventeurs célèbres, 1952
- Des Atomes et des hommes, Fayard 1956
- mit anderen: Les Grandes Découvertes du XX siecle, Larousse 1958
- Herausgeber der populärwissenschaftlichen Reihe Le Bilan de la Science, ab 1963
- mit anderen: La Science contemporaine. Les Sciences physiques et leurs applications, 2 Bände, Larousse 1965
- Science et Bonheur des hommes, Flammarion 1973
- Leprince-Ringuet -- Le bonheur de chercher, Interview mit Jean Puyo, Le centurion, 1976
- Le Grand Merdier ou l'espoir pour demain ?, Flammarion 1978
- La Potion magique, Flammarion 1981
- L'Aventure de l'électricité, Flammarion 1982 (Flammarion)
- Les Pieds dans le plat, Flammarion 1985
- Noces de diamant avec l'atome, Flammarion 1991
- Foi de physicien, Bayard 1996